# Жаопин
Жаопи́н (кит. упр. 饶平, пиньинь Ráopíng) — уезд городского округа Чаочжоу провинции Гуандун (КНР).

## История
Уезд был образован во времена империи Мин, в 1477 году. В 1526 году его северная часть была выделена в отдельный уезд Дабу.
В 1912 году из уезда Жаопин был выделен уезд Наньао.
После вхождения в состав КНР уезд оказался в составе Специального района Чаошань (潮汕专区). В 1952 году Специальный район Чаошань был расформирован, и уезд вошёл в состав Административного района Юэдун (粤东行政区). В конце 1955 года было принято решение о расформировании Административных районов, и с 1956 года уезд перешёл в состав нового Специального района Шаньтоу (汕头专区). В 1958 году уезд Наньао был присоединён к уезду Жаопин, но уже в 1959 году он был воссоздан. В 1970 году Специальный район Шаньтоу был переименован в Округ Шаньтоу (汕头地区).
Постановлением Госсовета КНР от 13 июля 1983 года округ Шаньтоу был преобразован в городской округ Шаньтоу.
Постановлением Госсовета КНР от 7 декабря 1991 года город Чаочжоу и уезд Жаопин были выделены из городского округа Шаньтоу в отдельный городской округ Чаочжоу.

## Административное деление
Уезд делится на 21 посёлок.